# Les Eres de Guardiolans
Les Eres de Guardiolans (o de Gardilans) és una masia situada al terme municipal de Vilada, al Berguedà, que està inventariada com a patrimoni immoble al mapa de patrimoni cultural de la Generalitat de Catalunya amb el número d'element IPAC-3730. Està en bon estat de conservació i havia tingut un ús agropecuari. Actualment és una casa que és un hotel de turisme rural.

## Situació geogràfica
S'arriba a les Eres de Guardiolans per una pista forestal que surt del km 34 de la carretera C-26 entre Berga i Vilada.

## Descripció i característiques
Les Eres de Guardiolans són un conjunt d'edificacions d'una antiga i important pairalia, format per una gran casa de pagès coberta a dues aigües i altres nombroses edificacions annexes, entre les quals l'interior d'una capella familiar, del segle xvii, advocada a Santa Magdalena, situada a ponent, que destaca per la seva esplèndida sala, de grans dimensions i ben agençada. Està situada a un antic veïnat entre planes de conreu, envoltades de bosc.
Una altra edificació que crida l'atenció és una masia, de planta basilical, coberta a doble vessant i amb el carener perpendicular a la façana, orientada a llevant. És un mas grandiós amb una eixida del segle xviii a llevant i amb un cos bàsic del segle xvi o principis del XVII. Totes les seves llindes són de pedra i hi tenen gravades les dates de les diferents ampliacions. I així, totes les parts més nobles i de sustentació, estan fets amb carreus de pedra i, els envans més antics, amb parets de morter de pedra.

## Història
Es creu que Guardiolans s'originà durant l'època de l'Imperi Romà.
Les primeres notícies documentals sobre Guardiolans es remunten als segles X i XI en documentació que pertany a l'antic monestir de Sant Pere de la Portella. El lloc era possessió del monestir i era propietat de la baronia de la Portella i dels senyors del Castell de Roset, que estava ubicat a l'antiga parròquia de Santa Magdalena de Guardiolans.
Des de 1443, es coneix l'arbre genealògic de la família: Francina de les Eres es casà amb Bernat de Merola que adoptà el nom de la casa.
A començaments del segle xvi el nom "de les Eres" fou canviat -per un pubill- pel de "Comelles" i el segle xix, per l'actual, "Anglerill". També hi ha una data a la llinda de la porta, "1637".
Durant els segles XVII-XVIII, en un moment de puixança econòmica, es va restaurar l'edifici principal i els seus annexos, passant a tenir l'estructura que hi ha en l'actualitat. També en aquesta època es va reformar la capella familiar i s'hi va construir un altar barroc important que té pintures del mestre Viladomat que fou destruït completament durant la Guerra Civil. A la capella també en destacaven unes campanes d'aliatge de platí.